# Лю Юэюнь
Лю Юэюнь (кит. 吕悦云; 13 ноября 1995, Ухань) — китайская футболистка, полузащитница сборной Китая.

## Биография
Начала заниматься футболом уже в четыре года. Играла за клуб «Чанчунь Дачжун Чжуоюэ», в четырнадцати матчах последнего сезона сыграла четырнадцать раз и забила 3 гола. Она трижды выигрывала золото чемпионата своей страны. В составе национальной сборной Китая Юэюнь стала обладателями бронзовых наград Кубка Азии 2018.
В январе 2023 года перешла в московский «Локомотив», первый матч за клуб провела 11 марта 2023 года против команды «Енисей», но уже 18 марта во втором матче, против «Рязани-ВДВ», получила серьёзную травму. После травмы вернулась на поле только 20 октября 2023 года в матче против той же «Рязани-ВДВ». За сезон 2023 года провела суммарно всего 6 матчей, за сезон 2024 года — 7 матчей в чемпионате. В августе 2024 года покинула «Локомотив».